# 马克·乌特
馬克-亚历山大·烏特（德語：Mark-Alexander Uth，1991年8月24日—）是一位退役之德國足球運動員。在場上司職前鋒。曾效力于德甲球隊科隆。

## 外部連結
- Mark Uth at Voetbal International （荷蘭語）
- fussballdaten.de：马克·乌特之統計數據 （德文）
- Soccerway資料庫：马克·乌特